# Snowboard nos Jogos Olímpicos de Inverno de 2014 - Slalom gigante paralelo feminino
A competição do slalom gigante paralelo feminino do snowboard nos Jogos Olímpicos de Inverno de 2014 ocorreu no dia 19 de fevereiro no Parque Extreme Rosa Khutor, na Clareira Vermelha em Sóchi.

## Medalhistas
| Ouro   | SUI Patrizia Kummer |
| Prata  | JPN Tomoka Takeuchi |
| Bronze | RUS Alena Zavarzina |

## Programação
Horário local (UTC+4).
| Data            | Horário | Evento           |
| --------------- | ------- | ---------------- |
| 19 de fevereiro | 09:15   | Qualificação     |
| 19 de fevereiro | 13:00   | Oitavas de final |
| 19 de fevereiro | 13:48   | Quartas de final |
| 19 de fevereiro | 14:15   | Semifinais       |
| 19 de fevereiro | 14:31   | Final            |

## Resultados

### Qualificação
| Pos. | Bib | Atleta                    | Rota vermelha | Rota azul | Total   | Notes |
| ---- | --- | ------------------------- | ------------- | --------- | ------- | ----- |
| 1    | 8   | JPN Tomoka Takeuchi       | 54.33         | 52.00     | 1:46.33 | Q     |
| 2    | 1   | SUI Patrizia Kummer       | 52.63         | 53.99     | 1:46.62 | Q     |
| 3    | 27  | SUI Julie Zogg            | 53.40         | 53.71     | 1:47.11 | Q     |
| 4    | 10  | NED Nicolien Sauerbreij   | 53.59         | 53.63     | 1:47.22 | Q     |
| 5    | 24  | CAN Marianne Leeson       | 54.57         | 52.84     | 1:47.41 | Q     |
| 6    | 21  | RUS Alena Zavarzina       | 53.31         | 54.34     | 1:47.65 | Q     |
| 7    | 15  | AUT Claudia Riegler       | 54.04         | 54.68     | 1:48.62 | Q     |
| 8    | 13  | CAN Caroline Calvé        | 53.68         | 55.11     | 1:48.79 | Q     |
| 9    | 18  | RUS Ekaterina Ilyukhina   | 55.39         | 53.63     | 1:49.02 | Q     |
| 10   | 4   | CZE Ester Ledecká         | 53.77         | 55.40     | 1:49.17 | Q     |
| 11   | 5   | GER Selina Jörg           | 56.25         | 53.39     | 1:49.64 | Q     |
| 12   | 22  | SUI Ladina Jenny          | 56.14         | 54.27     | 1:50.41 | Q     |
| 13   | 11  | AUT Ina Meschik           | 56.38         | 54.94     | 1:51.32 | Q     |
| 14   | 14  | CAN Ariane Lavigne        | 56.36         | 55.33     | 1:51.69 | Q     |
| 15   | 16  | RUS Ekaterina Tudegesheva | 54.33         | 57.44     | 1:51.77 | Q     |
| 16   | 28  | ITA Corinna Boccacini     | 56.78         | 55.07     | 1:51.85 | Q     |
| 17   | 25  | SUI Stefanie Müller       | 57.08         | 54.90     | 1:51.98 |       |
| 18   | 20  | GER Isabella Laböck       | 56.99         | 55.02     | 1:52.01 |       |
| 19   | 7   | NOR Hilde-Katrine Engeli  | 55.26         | 57.03     | 1:52.29 |       |
| 20   | 12  | AUT Marion Kreiner        | 55.30         | 57.10     | 1:52.40 |       |
| 21   | 31  | UKR Annamari Chundak      | 57.61         | 56.10     | 1:53.71 |       |
| 22   | 23  | NED Michelle Dekker       | 56.50         | 57.24     | 1:53.74 |       |
| 23   | 26  | KAZ Valeriya Tsoy         | 57.04         | 57.53     | 1:54.57 |       |
| 24   | 29  | SLO Gloria Kotnik         | 1:00.85       | 56.83     | 1:57.68 |       |
| 25   | 3   | GER Anke Karstens         | 1:05.90       | 53.39     | 1:59.29 |       |
| 26   | 19  | ITA Nadya Ochner          | 1:04.08       | 55.80     | 1:59.88 |       |
| 27   | 32  | SRB Nina Micić            | 1:04.01       | 1:00.93   | 2:04.94 |       |
| 28   | 30  | POL Karolina Sztokfisz    | 1:09.96       | 58.44     | 2:08.40 |       |
| 29   | 6   | AUT Julia Dujmovits       | DSQ           | 59.98     | DSQ     | DSQ   |
| 30   | 2   | GER Amelie Kober          | DSQ           | 1:35.30   | DSQ     | DSQ   |
| 99 ! | 17  | RUS Natalia Soboleva      | DSQ           | —         | DSQ     | DSQ   |
| 99 ! | 9   | POL Aleksandra Król       | DSQ           | —         | DSQ     | DSQ   |

### Fase eliminatória
| Oitavas de final | Oitavas de final | Oitavas de final |  |  | Quartas de final | Quartas de final | Quartas de final |  |  | Semifinais | Semifinais    | Semifinais |  |                     | Final               | Final               | Final |
|                  |                  |                  |  |  |                  |                  |                  |  |  |            |               |            |  |                     |                     |                     |       |
| 1                | JPN Takeuchi     |                  |  |  |                  |                  |                  |  |  |            |               |            |  |                     |                     |                     |       |
| 16               | ITA Boccacini    | +1.93            |  |  | 1                | JPN Takeuchi     |                  |  |  |            |               |            |  |                     |                     |                     |       |
| 9                | RUS Ilyukhina    | +0.03            |  |  | 8                | CAN Calvé        | +4.00            |  |  |            |               |            |  |                     |                     |                     |       |
| 8                | CAN Calvé        |                  |  |  |                  |                  |                  |  |  | 1          | JPN Takeuchi  |            |  |                     |                     |                     |       |
| 5                | CAN Leeson       |                  |  |  |                  |                  |                  |  |  | 13         | AUT Meschik   | DSQ        |  |                     |                     |                     |       |
| 12               | SUI Jenny        | +0.30            |  |  | 13               | AUT Meschik      |                  |  |  |            |               |            |  |                     |                     |                     |       |
| 13               | AUT Meschik      |                  |  |  | 5                | SUI Leeson       | +0.30            |  |  |            |               |            |  |                     |                     |                     |       |
| 4                | NED Sauerbreij   | +0.05            |  |  |                  |                  |                  |  |  |            |               |            |  |                     | 1                   | JPN Takeuchi        | +7.32 |
| 14               | CAN Lavigne      |                  |  |  |                  |                  |                  |  |  |            |               |            |  |                     | 2                   | SUI Kummer          |       |
| 3                | SUI Zogg         | +0.12            |  |  | 14               | CAN Lavigne      | +7.27            |  |  |            |               |            |  |                     |                     |                     |       |
| 6                | RUS Zavarzina    |                  |  |  | 6                | RUS Zavarzina    |                  |  |  |            |               |            |  |                     |                     |                     |       |
| 11               | GER Jörg         | +13.53           |  |  |                  |                  |                  |  |  | 6          | RUS Zavarzina | DSQ        |  |                     |                     |                     |       |
| 7                | AUT Riegler      | +0.49            |  |  |                  |                  |                  |  |  | 2          | SUI Kummer    |            |  |                     |                     |                     |       |
| 10               | CZE Ledecká      |                  |  |  | 10               | CZE Ledecká      | +0.30            |  |  |            |               |            |  | Disputa pelo bronze | Disputa pelo bronze | Disputa pelo bronze |       |
| 2                | SUI Kummer       | +17.98           |  |  | 2                | SUI Kummer       |                  |  |  |            |               |            |  |                     | 13                  | AUT Meschik         | +0.82 |
| 15               | RUS Tudegesheva  | +0.76            |  |  |                  |                  |                  |  |  |            |               |            |  |                     | 6                   | RUS Zavarzina       |       |

### Classificação final
| Pos.              | Bib | Atleta                    |
| ----------------- | --- | ------------------------- |
| Medalha de ouro   | 2   | SUI Patrizia Kummer       |
| Medalha de prata  | 8   | JPN Tomoka Takeuchi       |
| Medalha de bronze | 21  | RUS Alena Zavarzina       |
| 4                 | 11  | AUT Ina Meschik           |
| 5                 | 24  | CAN Marianne Leeson       |
| 6                 | 13  | CAN Caroline Calvé        |
| 7                 | 4   | CZE Ester Ledecká         |
| 8                 | 14  | CAN Ariane Lavigne        |
| 9                 | 27  | SUI Julie Zogg            |
| 10                | 10  | NED Nicolien Sauerbreij   |
| 11                | 15  | AUT Claudia Riegler       |
| 12                | 18  | RUS Ekaterina Ilyukhina   |
| 13                | 5   | GER Selina Jörg           |
| 14                | 22  | SUI Ladina Jenny          |
| 15                | 16  | RUS Ekaterina Tudegesheva |
| 16                | 28  | ITA Corinna Boccacini     |
| 17                | 25  | SUI Stefanie Müller       |
| 18                | 20  | GER Isabella Laböck       |
| 19                | 7   | NOR Hilde-Katrine Engeli  |
| 20                | 12  | AUT Marion Kreiner        |
| 21                | 31  | UKR Annamari Chundak      |
| 22                | 23  | NED Michelle Dekker       |
| 23                | 26  | KAZ Valeriya Tsoy         |
| 24                | 29  | SLO Gloria Kotnik         |
| 25                | 3   | GER Anke Karstens         |
| 26                | 19  | ITA Nadya Ochner          |
| 27                | 32  | SRB Nina Micić            |
| 28                | 30  | POL Karolina Sztokfisz    |
| 29                | 6   | AUT Julia Dujmovits       |
| 30                | 2   | GER Amelie Kober          |
| DSQ               | 17  | RUS Natalia Soboleva      |
| DSQ               | 9   | POL Aleksandra Król       |

Legenda
| Recorde mundial      | Recorde mundial (World record)               |                       | Recorde africano                      | Recorde africano (African) |                                           | Q | Classificado por posição (Qualified) |
| Recorde olímpico     | Recorde olímpico (Olympic record)            | Recorde da América    | Recorde da América (Americas)         | q                          | Classificado por melhor tempo (Qualified) |   |                                      |
| Melhor marca do ano  | Melhor marca do ano (World leading)          | Recorde asiático      | Recorde asiático (Asian)              | DNS                        | Não largou (Did not start)                |   |                                      |
| Recorde nacional     | Recorde nacional (National record)           | Recorde europeu       | Recorde europeu (European)            | DNF                        | Não terminou (Did not finish)             |   |                                      |
| Recorde pessoal      | Recorde pessoal do atleta (Personal best)    | Recorde da Oceania    | Recorde da Oceania (Oceania)          | DSQ / DQ                   | Desclassificado (Disqualified)            |   |                                      |
| Recorde da temporada | Recorde da temporada do atleta (Season best) | Recorde sul-americano | Recorde sul-americano (South America) | NM                         | Sem marca (No mark)                       |   |                                      |